# أليكس مانينغر
أليكس مانينغر (بالألمانية: Alexander Manninger)‏ (مواليد 4 يونيو 1977 في سالزبورغ في النمسا) هو حارس مرمى كرة قدم نمساوي معتزل. مثل منتخب بلاده في بطولة أمم أوروبا 2008 ولعب لعدة أندية منها أرسنال الإنجليزي ويوفنتوس الإيطالي.

## روابط خارجية
- أليكس مانينغر على موقع الاتحاد الدولي (مؤرشف)  (الإنجليزية)
- أليكس مانينغر على موقع الاتحاد الأوربي (الإنجليزية)
- أليكس مانينغر على موقع إي إس بي إن إف سي (الإنجليزية)
- أليكس مانينغر على موقع قاعدة بيانات كرة القدم.إي يو (الإنجليزية)
- أليكس مانينغر على موقع ناشيونال فوتبول تيمز (الإنجليزية)
- أليكس مانينغر على موقع Soccerbase.com (لاعب) (الإنجليزية)
- أليكس مانينغر على موقع Soccerway.com (الإنجليزية)
- أليكس مانينغر على موقع عالم كرة القدم.نت (الإنجليزية)
- أليكس مانينغر على موقع AS.com (الإسبانية)